# Музей-квартира Алексея Толстого
Музе́й-квартира Алексе́я Толсто́го — федеральный музей памяти писателя Алексея Николаевича Толстого, принадлежащий Министерству культуры Российской федерации, филиал Государственного литературного музея. Расположен во флигеле бывшего особняка Степана Рябушинского, где писатель прожил с 1941 по 1945 год. Музей основан в 1987-м на основании завещания вдовы Толстого. Основная экспозиция находится в трёх комнатах: кабинете, столовой-гостиной и спальне, в которой представлена коллекция антикварной мебели.

## История

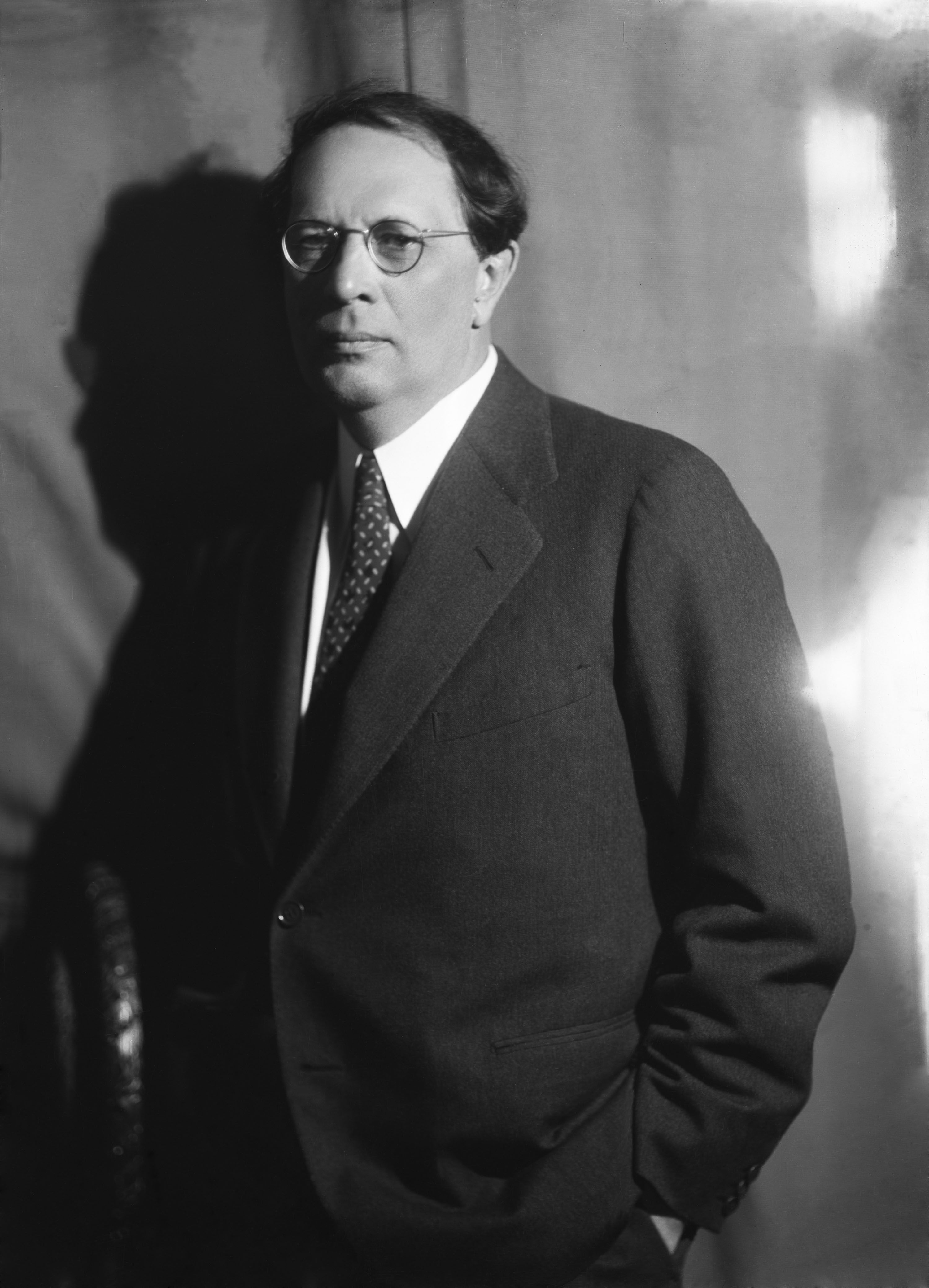
Фотография Алексея Толстого

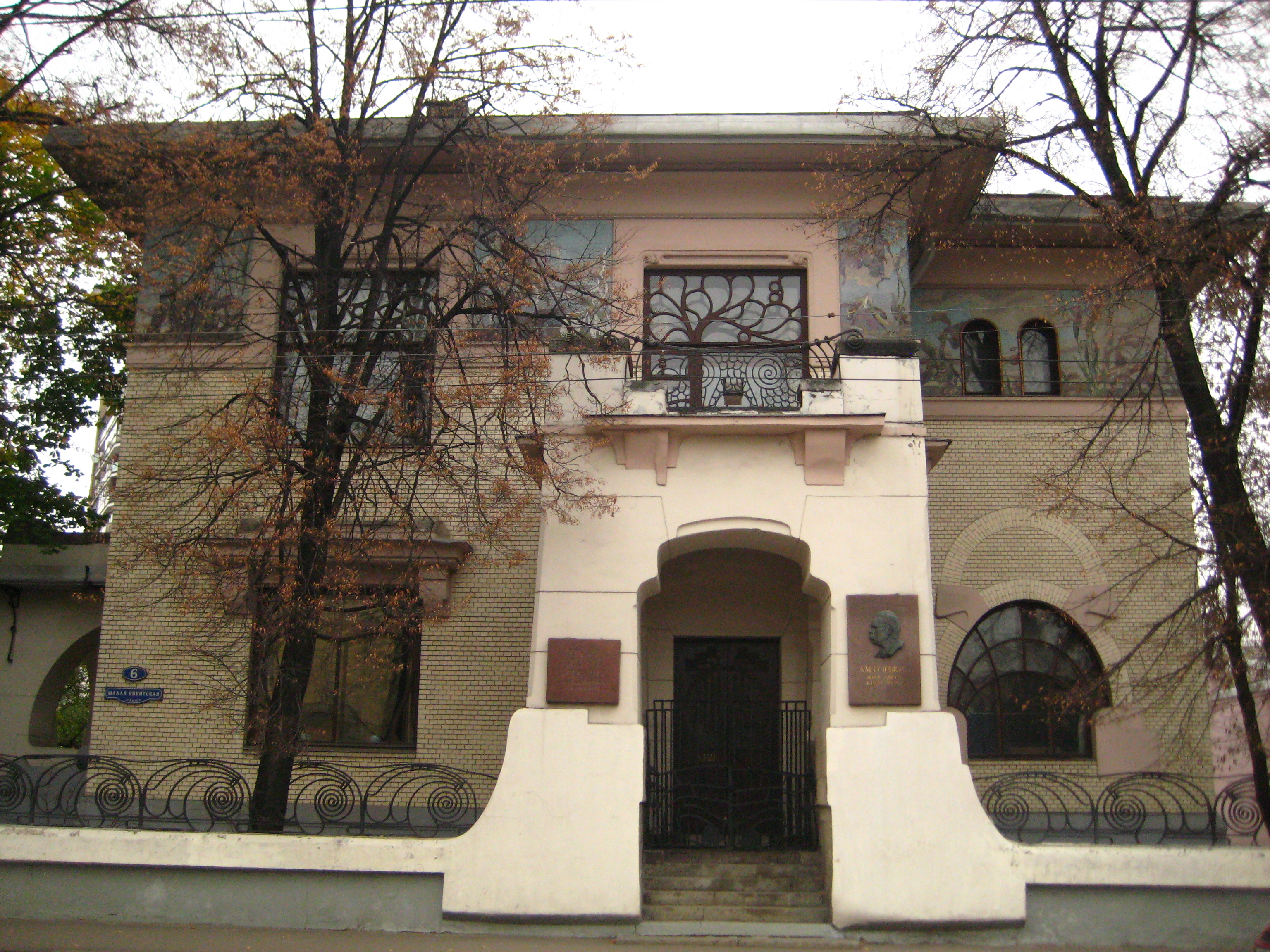
Особняк Степана Рябушинского, 2011

### Проживание Толстого
Мемориальный музей-квартира Алексея Толстого находится в бывшем хозяйственном флигеле особняка Степана Рябушинского, спроектированного архитектором Фёдором Шехтелем в 1901—1903 годах. Двухэтажное здание относится к стилю раннего модерна и является уникальным памятником архитектуры с элементами английской готики и мавританского стиля. Изначально флигель во дворе предназначался для прислуги. Однако в 1931—1936-х, когда в здании особняка проживал писатель Максим Горький, пристройка использовалась редакциями журналов «СССР на стройке», «Наши достижения», «История фабрик и заводов». В 1965-м в основном здании усадьбы был открыт мемориальный музей-квартира Максима Горького.
Алексей Толстой и его жена Людмила Толстая поселились во флигеле в 1941 году и прожили до кончины — в 1945 и 1982 годах соответственно. В этом доме Толстой работал над романами «Хождение по мукам» и «Пётр Первый», который так и остался неоконченным. Максим Горький называл это произведение «первым историческим романом», поскольку стиль изложения был максимально приближен к XVIII веку. Роман был хорошо принят на Западе, иностранные критики высоко оценили стремление Толстого к историчности и называли работу «редкой классикой, написанной в Советском Союзе».
В гости к супругам Толстым приходили поэты Николай Тихонов, Степан Щипачёв, Александр Твардовский, Михаил Исаковский, Алексей Сурков.
В 1957 году рядом со зданием был открыт памятник Алексею Толстому, выполненный скульптором Георгием Мотовиловым и архитектором Леонидом Поляковым.
14 ноября 1980 года произошло ограбление квартиры вдовы писателя. Воры связали Людмилу Толстую и прислугу и вынесли большое количество драгоценностей и антикварной мебели. После расследования Людмилы Толстой были возвращены почти все украденные ценности. В 2011 году об ограблении был снят исторический детектив «Охотники за бриллиантами».

### Основание музея
Перед смертью в 1945 году Алексей Толстой завещал свою библиотеку, коллекцию мебели и картин Литературному музею. Открытие мемориальной квартиры-музея во флигеле состоялось 20 октября 1987 года — через пять лет после смерти Людмилы Толстой. На протяжении тридцати двух лет Толстая сохраняла вещи и мебель в квартире так, как они находились при жизни мужа.
Это один из немногих музеев по всей территории России, значимый своей мемориальностью. То есть это означает то, что всё то, что вы увидите в музее, всё то, что увидите на стенах, всё то, что лежит, висит, стоит – как угодно – всё принадлежало непосредственно писателю Алексею Николаевичу Толстому.Заведующая музея Инна Андреева
В 2004-м половина флигеля была продана частной строительной фирме «Евро-строй», что вызвало общественный резонанс и споры о приватизации архитектурных памятников в центре столицы. По инициативе правительства Москвы были проведены проверки по факту передачи государственной собственности в частные руки. В ходе расследования выяснилось, что сделка происходила между «Евро-строем» и общественной организацией «Фонд поощрения художников», возглавляемой Александром Малыхиным. Руководство Государственного Литературного музея и музея-квартиры Алексея Толстого заявили, что не были знакомы с обстоятельствами сделки.
На начало 2018 года музей-квартира Алексея Толстого по-прежнему является федеральным музеем, принадлежащим Министерству культуры Российской Федерации. По музею доступен виртуальный тур.

### Мемориальные комнаты

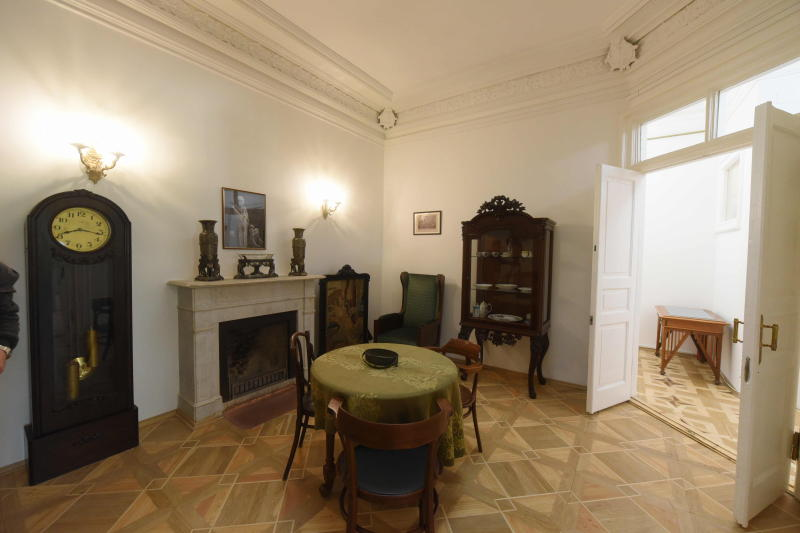
Интерьеры дома Алексея Толстого, 2017

Основная часть экспозиции располагается в гостиной-столовой и кабинете. Коллекция Алексея Толстого является одной из самых богатых в составе фондов Государственного Литературного музея. Большинство экспонатов осталось неизменными с момента смерти писателя, часть коллекции, включая собрания сочинений, находятся в фондах и используются для организации выставок.
Кабинет Алексея Толстого устроен по принципу «четырёх столов». Стоя за главным столом-конторкой, писатель выполнял рукописные варианты страниц произведений. После написания нескольких страниц Толстой переходил к столу с пишущей машинкой и сразу же перепечатывал текст. За третьим столом, расположенным у камина, он пил кофе и курил табак — там расположена коллекция трубок писателя и редкие кофейники. За этим столом писатель правил распечатанный текст. Четвёртый стол использовался для работы над повседневными делами — написанием записок для Верховного Совета, ответов на письма солдат с фронта.
Толстой работал всегда по утрам. Причем считал, что должен написать в день не менее двух страниц. Даже в те дни, в которые по какой-либо причине Алексей Николаевич должен был выехать из дому рано утром, он всегда старался написать хотя-бы несколько строк для того, чтобы не потерять ритм работы.Литературовед Ираклий Андронников
Интерьеры включают в себя многие вещи и иконографию петровского периода — погружение в атмосферу XVIII века помогало Толстому писать роман «Пётр Первый». На стене кабинета висит прижизненная маска императора, а в коридоре — портрет, сделанный в технике спичечной мозаики. Также в коридоре находятся два шкафа, в которых хранятся прижизненные издания книг Алексея Толстого.
В бывшей спальне и в столовой-гостиной музея представлена мебель XVIII—XIX веков в стиле ампир, а также люстра времен Екатерины II, которую писатель собственноручно отреставрировал. В коллекции Алексея Толстого также хранятся китайские курильницы, работы Абрахама Брейгеля, Давида Тенирса, Мельхиора де Хондекутора, венецианское зеркало в резной раме, концертный рояль, на котором играли Дмитрий Шостакович, Сергей Прокофьев, Станислав Рихтер. Георгий Эфрон отмечал, что «Дом Толстого столь оригинален, необычен и дышит совсем иным чем общий „литфон“».

## Современность
Музей создаёт интерактивные проекты для обучения детей: «По следам героев Алексея Толстого», «Чем бы дитя ни тешилось…», «Музейная витрина — шкатулка, башмак, корзина», также в нём действует Музейно-театральный проект «Театр в музее» и «Каникулы с книжкой». Сотрудники проводят мастер-классы по шитью народной тряпичной куклы, валянию изделий из войлока, лепки из глины.
В 2009 году был организован концерт камерной музыки Баха и Рахманинова, исполненные артистами Вадимом Холоденко и Алексеем Толстым. В 2015 году прошла выставка «Крекс, фекс, пекс», посвященная сказке Алексея Толстого «Золотой ключик». В 2017—м в зале музея провели кинопоказ фильмов «Аэлита» и «Формула любви», а также лекция по конструктивизму. В феврале 2018 года в квартире-музее прошла выставка художника Михаила Рошняка, создающего картины из глины и чернозёма.
В 2018 году Государственный Литературный музей объявил о создании единого колл-центра и экскурсий, объединяющих мемориальные дома и включающие пешеходные прогулки. Экспозиция квартиры-музея Алексея Толстого будет представлена в мультимедийной экспозиции «Десять мемориальных домов ГМИРЛИ», располагающейся в «Доходном доме Любощинских-Вернадских» на Зубовском бульваре, 15.